# (300020) 2006 UM85
(300020) 2006 UM85 es un asteroide perteneciente al cinturón de asteroides, descubierto el 17 de octubre de 2006 por el equipo del Mount Lemmon Survey desde el Observatorio del Monte Lemmon, Arizona, Estados Unidos.

## Designación y nombre
Designado provisionalmente como 2006 UM85.

## Características orbitales
2006 UM85 está situado a una distancia media del Sol de 3,088 ua, pudiendo alejarse hasta 3,550 ua y acercarse hasta 2,626 ua. Su excentricidad es 0,149 y la inclinación orbital 6,187 grados. Emplea 1982,27 días en completar una órbita alrededor del Sol.

## Características físicas
La magnitud absoluta de 2006 UM85 es 16.